# Ida Manneh
Ida Sofia Gabriella Manneh, född 6 september 1977, kom på andra plats i Fröken Sverige-tävlingen 2000. Manneh representerade Sverige i Miss World-tävlingen i London år 2000, men kvalificerade sig ej i den tävlingen.
Manneh har även studerat filmvetenskap.